# Черноморская мидия
Средиземномо́рская ми́дия или средиземноморско-черноморская мидия, или черноморская мидия (лат. Mytilus galloprovincialis) — двустворчатый моллюск из семейства митилид. Распространён на мелководьях морей, Атлантического, Индийского и Тихого океанов. Как и другие виды мидий, склонен к образованию плотных поселений (мидиевых друз), в которых моллюски прикрепляются к твёрдым субстратам (в том числе к раковинам особей того же вида) с помощью биссусных нитей.

## Мидия как продукт питания
Съедобна. Кроме естественных мест обитания, также разводят на специальных морских плантациях.
Вылов. Для вылова мидий необязательно использование специализированного оборудования. Связано это с тем, что колонии мидий можно найти недалеко от берега, а также на морских инженерных сооружениях — волнорезах, пирсах и дамбах.
Приготовление. Мясо мидий на вкус специфично, оно изначально солоноватое и пригодно для многих видов блюд. Самый простой и быстрый способ приготовления — обжаривание на железных решётках или листах. Под действием высокой температуры раковина открывается самостоятельно, с этого момента мясо можно есть без ущерба здоровью. Практически все части мидии съедобны, за исключением раковины, биссуса и жёсткой запирающей мышцы, находящейся внутри. Моллюска можно употреблять без приправ и специй, но иногда их едят, поливая лимонным соком. Также немалой популярностью пользуется плов из мидий. В остальном применение мяса мидий ограничивается только фантазией повара — оно пригодно для морских салатов, пицц и т. д.
Мидия стала своеобразным символом черноморских курортов. Хотя встретить её можно и в удалённых городах, где она считается деликатесом.

## Мидии и состояние окружающей среды
Колонии мидий оказывают положительное влияние на экологическое состояние района. Они не только уничтожают «морской мусор» и очищают дно, но и фильтруют морскую воду, пропуская её сквозь себя. Они же являются одним из источников пищи для местной морской фауны. Репутация «морских мусорщиков» используется некоторыми в качестве аргумента в пользу того, что мидии — вредный для человека продукт, содержащий остатки мусора и вредных примесей, однако достоверных данных, подтверждающих ухудшение самочувствия при употреблении мидий не найдено. При этом сброс в море промышленных веществ, мусора и канализационных вод не может благотворно влиять на пищевые качества продуктов, полученных из мидий.
Крайне неблагоприятное воздействие на популяцию мидии оказывает венозная рапана, по некоторым данным, случайно завезённая в первой половине XX века из Японского моря в Чёрное море. По причине отсутствия в море естественных врагов, например, морской звезды, популяция рапаны резко увеличилась и наносит большой ущерб фауне Чёрного моря, в частности, популяциям мидий и устриц.